# Lista di asteroidi (783001-784000)
Di seguito una lista di asteroidi dal numero 783001  al 784000 con data di scoperta e scopritore.

## 783001–783100
| Nome   | Designazione provvisoria | Data di scoperta  | Scopritore          |
| ------ | ------------------------ | ----------------- | ------------------- |
| 783001 | 2014 OZ26                | 25 luglio 2014    | Pan-STARRS          |
| 783002 | 2014 OL29                | 17 ottobre 2010   | Mount Lemmon Survey |
| 783003 | 2014 OW34                | 25 luglio 2014    | Pan-STARRS          |
| 783004 | 2014 OE37                | 25 luglio 2014    | Pan-STARRS          |
| 783005 | 2014 OT37                | 25 luglio 2014    | Pan-STARRS          |
| 783006 | 2014 OV37                | 25 luglio 2014    | Pan-STARRS          |
| 783007 | 2014 OL38                | 3 luglio 2014     | Pan-STARRS          |
| 783008 | 2014 OY43                | 29 agosto 2006    | Spacewatch          |
| 783009 | 2014 OT47                | 3 luglio 2014     | Pan-STARRS          |
| 783010 | 2014 OW47                | 26 gennaio 2012   | Mount Lemmon Survey |
| 783011 | 2014 OL49                | 25 luglio 2014    | Pan-STARRS          |
| 783012 | 2014 OY51                | 25 gennaio 2006   | Spacewatch          |
| 783013 | 2014 OB58                | 25 luglio 2014    | Pan-STARRS          |
| 783014 | 2014 OY59                | 25 luglio 2014    | Pan-STARRS          |
| 783015 | 2014 OH66                | 1 novembre 2010   | Mount Lemmon Survey |
| 783016 | 2014 OG68                | 25 luglio 2014    | Pan-STARRS          |
| 783017 | 2014 OZ69                | 25 luglio 2014    | Pan-STARRS          |
| 783018 | 2014 OV71                | 25 luglio 2014    | Pan-STARRS          |
| 783019 | 2014 OO75                | 1 luglio 2014     | Pan-STARRS          |
| 783020 | 2014 OJ77                | 26 luglio 2014    | Pan-STARRS          |
| 783021 | 2014 OL82                | 17 settembre 2006 | Spacewatch          |
| 783022 | 2014 OW84                | 2 novembre 2010   | Mount Lemmon Survey |
| 783023 | 2014 OY96                | 4 febbraio 2012   | Pan-STARRS          |
| 783024 | 2014 OW97                | 3 febbraio 2012   | Pan-STARRS          |
| 783025 | 2014 OF99                | 15 gennaio 2011   | Mount Lemmon Survey |
| 783026 | 2014 OZ102               | 7 luglio 2014     | Pan-STARRS          |
| 783027 | 2014 OK103               | 27 gennaio 2011   | Mount Lemmon Survey |
| 783028 | 2014 OX108               | 27 luglio 2014    | Pan-STARRS          |
| 783029 | 2014 OV110               | 6 ottobre 2007    | Spacewatch          |
| 783030 | 2014 OL112               | 28 luglio 2009    | Spacewatch          |
| 783031 | 2014 OU114               | 25 luglio 2014    | Pan-STARRS          |
| 783032 | 2014 OW116               | 25 luglio 2014    | Pan-STARRS          |
| 783033 | 2014 OR119               | 25 luglio 2014    | Pan-STARRS          |
| 783034 | 2014 OA121               | 25 luglio 2014    | Pan-STARRS          |
| 783035 | 2014 OP121               | 8 marzo 2013      | Pan-STARRS          |
| 783036 | 2014 OB129               | 25 luglio 2014    | Pan-STARRS          |
| 783037 | 2014 OE134               | 5 marzo 2013      | Pan-STARRS          |
| 783038 | 2014 OL135               | 27 luglio 2014    | Pan-STARRS          |
| 783039 | 2014 OZ136               | 25 luglio 2014    | Pan-STARRS          |
| 783040 | 2014 OY137               | 16 febbraio 2013  | Mount Lemmon Survey |
| 783041 | 2014 OE138               | 11 novembre 2010  | Mount Lemmon Survey |
| 783042 | 2014 OY138               | 9 ottobre 2010    | Spacewatch          |
| 783043 | 2014 OK140               | 25 luglio 2014    | Pan-STARRS          |
| 783044 | 2014 OW140               | 27 giugno 2014    | Pan-STARRS          |
| 783045 | 2014 OQ142               | 2 aprile 2013     | Mount Lemmon Survey |
| 783046 | 2014 OK144               | 27 luglio 2014    | Pan-STARRS          |
| 783047 | 2014 ON144               | 27 luglio 2014    | Pan-STARRS          |
| 783048 | 2014 OE146               | 27 luglio 2014    | Pan-STARRS          |
| 783049 | 2014 OV146               | 27 luglio 2014    | Pan-STARRS          |
| 783050 | 2014 OJ152               | 27 luglio 2014    | Pan-STARRS          |
| 783051 | 2014 OU152               | 27 luglio 2014    | Pan-STARRS          |
| 783052 | 2014 OG162               | 25 giugno 2014    | Mount Lemmon Survey |
| 783053 | 2014 OP162               | 27 luglio 2014    | Pan-STARRS          |
| 783054 | 2014 OY165               | 11 settembre 2010 | Mount Lemmon Survey |
| 783055 | 2014 OF171               | 18 gennaio 2008   | Mount Lemmon Survey |
| 783056 | 2014 ON173               | 3 luglio 2014     | Pan-STARRS          |
| 783057 | 2014 OD177               | 4 giugno 2014     | Pan-STARRS          |
| 783058 | 2014 OL177               | 29 gennaio 2009   | Mount Lemmon Survey |
| 783059 | 2014 OR178               | 1 aprile 2013     | Spacewatch          |
| 783060 | 2014 OM189               | 27 luglio 2014    | Pan-STARRS          |
| 783061 | 2014 OR191               | 27 luglio 2014    | Pan-STARRS          |
| 783062 | 2014 OK196               | 27 luglio 2014    | Pan-STARRS          |
| 783063 | 2014 OW200               | 4 luglio 2014     | Pan-STARRS          |
| 783064 | 2014 OD211               | 10 febbraio 2008  | Spacewatch          |
| 783065 | 2014 ON216               | 25 dicembre 2011  | Mount Lemmon Survey |
| 783066 | 2014 OV223               | 27 luglio 2014    | Pan-STARRS          |
| 783067 | 2014 OP227               | 27 luglio 2014    | Pan-STARRS          |
| 783068 | 2014 OQ230               | 27 luglio 2014    | Pan-STARRS          |
| 783069 | 2014 ON236               | 17 gennaio 2013   | Pan-STARRS          |
| 783070 | 2014 OQ244               | 5 novembre 2010   | Mount Lemmon Survey |
| 783071 | 2014 OQ245               | 29 luglio 2014    | Pan-STARRS          |
| 783072 | 2014 ON247               | 27 luglio 2014    | Pan-STARRS          |
| 783073 | 2014 OF249               | 25 luglio 2014    | Pan-STARRS          |
| 783074 | 2014 OK256               | 29 luglio 2014    | Pan-STARRS          |
| 783075 | 2014 OR278               | 4 luglio 2005     | Mount Lemmon Survey |
| 783076 | 2014 OO283               | 11 gennaio 2008   | Spacewatch          |
| 783077 | 2014 OV295               | 12 settembre 2005 | Spacewatch          |
| 783078 | 2014 OG301               | 16 ottobre 2009   | Mount Lemmon Survey |
| 783079 | 2014 OZ303               | 3 luglio 2014     | Pan-STARRS          |
| 783080 | 2014 OY312               | 27 luglio 2014    | Pan-STARRS          |
| 783081 | 2014 OF316               | 28 luglio 2014    | Pan-STARRS          |
| 783082 | 2014 OH316               | 17 aprile 2013    | CTIO-DECam          |
| 783083 | 2014 OM317               | 28 luglio 2014    | Pan-STARRS          |
| 783084 | 2014 OV324               | 25 luglio 2014    | Pan-STARRS          |
| 783085 | 2014 OL325               | 27 gennaio 2011   | Mount Lemmon Survey |
| 783086 | 2014 OV330               | 29 luglio 2014    | Pan-STARRS          |
| 783087 | 2014 OG331               | 29 luglio 2014    | Pan-STARRS          |
| 783088 | 2014 OP345               | 6 marzo 2008      | Mount Lemmon Survey |
| 783089 | 2014 OR351               | 28 luglio 2014    | Pan-STARRS          |
| 783090 | 2014 OC361               | 28 luglio 2014    | Pan-STARRS          |
| 783091 | 2014 OQ361               | 29 luglio 2014    | Pan-STARRS          |
| 783092 | 2014 OO362               | 29 luglio 2014    | Pan-STARRS          |
| 783093 | 2014 OD369               | 30 luglio 2014    | Pan-STARRS          |
| 783094 | 2014 OK370               | 30 luglio 2014    | Pan-STARRS          |
| 783095 | 2014 OH371               | 25 luglio 2014    | Pan-STARRS          |
| 783096 | 2014 OO380               | 31 maggio 2014    | Pan-STARRS          |
| 783097 | 2014 OP396               | 25 luglio 2014    | Pan-STARRS          |
| 783098 | 2014 OA397               | 25 luglio 2014    | Pan-STARRS          |
| 783099 | 2014 OH399               | 25 luglio 2014    | Pan-STARRS          |
| 783100 | 2014 OG400               | 8 marzo 2013      | Pan-STARRS          |

## 783101–783200
| Nome   | Designazione provvisoria | Data di scoperta  | Scopritore             |
| ------ | ------------------------ | ----------------- | ---------------------- |
| 783101 | 2014 OL403               | 25 luglio 2014    | Pan-STARRS             |
| 783102 | 2014 OJ404               | 25 luglio 2014    | Pan-STARRS             |
| 783103 | 2014 OB405               | 6 giugno 2014     | Pan-STARRS             |
| 783104 | 2014 OG406               | 25 luglio 2014    | Pan-STARRS             |
| 783105 | 2014 OH406               | 25 luglio 2014    | Pan-STARRS             |
| 783106 | 2014 OQ406               | 25 luglio 2014    | Pan-STARRS             |
| 783107 | 2014 OZ406               | 6 luglio 2014     | Pan-STARRS             |
| 783108 | 2014 OM407               | 10 aprile 2013    | Pan-STARRS             |
| 783109 | 2014 OV407               | 25 luglio 2014    | Pan-STARRS             |
| 783110 | 2014 OZ408               | 25 luglio 2014    | Pan-STARRS             |
| 783111 | 2014 OC409               | 25 luglio 2014    | Pan-STARRS             |
| 783112 | 2014 OA410               | 26 luglio 2014    | Pan-STARRS             |
| 783113 | 2014 OF414               | 31 luglio 2014    | Pan-STARRS             |
| 783114 | 2014 OR414               | 13 novembre 2010  | Mount Lemmon Survey    |
| 783115 | 2014 OD415               | 31 luglio 2014    | Pan-STARRS             |
| 783116 | 2014 OK416               | 28 gennaio 2017   | Pan-STARRS             |
| 783117 | 2014 OS421               | 16 marzo 2012     | Mount Lemmon Survey    |
| 783118 | 2014 OA422               | 21 ottobre 2015   | Pan-STARRS             |
| 783119 | 2014 OJ430               | 25 luglio 2014    | Pan-STARRS             |
| 783120 | 2014 OL430               | 30 settembre 2010 | Mount Lemmon Survey    |
| 783121 | 2014 OA432               | 28 luglio 2014    | Pan-STARRS             |
| 783122 | 2014 OC432               | 28 luglio 2014    | Pan-STARRS             |
| 783123 | 2014 OE432               | 28 luglio 2014    | Pan-STARRS             |
| 783124 | 2014 OH432               | 25 luglio 2014    | Pan-STARRS             |
| 783125 | 2014 ON432               | 31 luglio 2014    | Pan-STARRS             |
| 783126 | 2014 OV432               | 29 luglio 2014    | Pan-STARRS             |
| 783127 | 2014 OY432               | 25 luglio 2014    | Pan-STARRS             |
| 783128 | 2014 OA435               | 26 luglio 2014    | Pan-STARRS             |
| 783129 | 2014 OS442               | 29 luglio 2014    | O. Vaduvescu, V. Tudor |
| 783130 | 2014 OJ443               | 27 luglio 2014    | Pan-STARRS             |
| 783131 | 2014 OL443               | 29 luglio 2014    | Pan-STARRS             |
| 783132 | 2014 OZ446               | 28 luglio 2014    | Pan-STARRS             |
| 783133 | 2014 OL447               | 29 luglio 2014    | Pan-STARRS             |
| 783134 | 2014 OX452               | 25 luglio 2014    | Pan-STARRS             |
| 783135 | 2014 OO454               | 28 luglio 2014    | Pan-STARRS             |
| 783136 | 2014 OL455               | 30 luglio 2014    | Pan-STARRS             |
| 783137 | 2014 OC462               | 1 febbraio 2006   | Mount Lemmon Survey    |
| 783138 | 2014 OD462               | 25 luglio 2014    | Pan-STARRS             |
| 783139 | 2014 OJ468               | 2 aprile 2013     | Mount Lemmon Survey    |
| 783140 | 2014 OJ469               | 25 luglio 2014    | ESA OGS                |
| 783141 | 2014 OZ471               | 26 settembre 2006 | Spacewatch             |
| 783142 | 2014 OR488               | 27 luglio 2014    | Pan-STARRS             |
| 783143 | 2014 OG489               | 28 luglio 2014    | Pan-STARRS             |
| 783144 | 2014 PH9                 | 3 febbraio 2008   | Mount Lemmon Survey    |
| 783145 | 2014 PA13                | 13 marzo 2013     | Mount Lemmon Survey    |
| 783146 | 2014 PJ21                | 25 luglio 2014    | Pan-STARRS             |
| 783147 | 2014 PE24                | 3 agosto 2014     | Pan-STARRS             |
| 783148 | 2014 PV25                | 19 marzo 2013     | Pan-STARRS             |
| 783149 | 2014 PS30                | 25 luglio 2014    | Pan-STARRS             |
| 783150 | 2014 PA70                | 21 giugno 2014    | Mount Lemmon Survey    |
| 783151 | 2014 PF72                | 31 agosto 2005    | Spacewatch             |
| 783152 | 2014 PT73                | 3 agosto 2014     | Pan-STARRS             |
| 783153 | 2014 PJ76                | 3 agosto 2014     | Pan-STARRS             |
| 783154 | 2014 PT77                | 6 agosto 2014     | Pan-STARRS             |
| 783155 | 2014 PH83                | 3 agosto 2014     | Pan-STARRS             |
| 783156 | 2014 PN87                | 16 aprile 2013    | CTIO-DECam             |
| 783157 | 2014 PO87                | 3 agosto 2014     | Pan-STARRS             |
| 783158 | 2014 PP88                | 3 agosto 2014     | Pan-STARRS             |
| 783159 | 2014 PW88                | 3 agosto 2014     | Pan-STARRS             |
| 783160 | 2014 PU89                | 3 agosto 2014     | Pan-STARRS             |
| 783161 | 2014 PT90                | 3 agosto 2014     | Pan-STARRS             |
| 783162 | 2014 PP91                | 3 agosto 2014     | Pan-STARRS             |
| 783163 | 2014 PS92                | 3 agosto 2014     | Pan-STARRS             |
| 783164 | 2014 PW93                | 7 gennaio 2006    | Spacewatch             |
| 783165 | 2014 PD94                | 3 agosto 2014     | Pan-STARRS             |
| 783166 | 2014 PS100               | 3 agosto 2014     | Pan-STARRS             |
| 783167 | 2014 PP103               | 15 agosto 2014    | Pan-STARRS             |
| 783168 | 2014 PF104               | 3 agosto 2014     | Pan-STARRS             |
| 783169 | 2014 PN105               | 3 agosto 2014     | Pan-STARRS             |
| 783170 | 2014 PZ115               | 3 agosto 2014     | Pan-STARRS             |
| 783171 | 2014 QB13                | 3 giugno 2014     | Pan-STARRS             |
| 783172 | 2014 QA17                | 14 settembre 2006 | Spacewatch             |
| 783173 | 2014 QZ29                | 19 gennaio 2012   | Mount Lemmon Survey    |
| 783174 | 2014 QO34                | 4 luglio 2014     | Pan-STARRS             |
| 783175 | 2014 QK36                | 12 ottobre 2010   | Mount Lemmon Survey    |
| 783176 | 2014 QZ38                | 30 dicembre 2007  | Spacewatch             |
| 783177 | 2014 QN42                | 4 ottobre 1997    | Spacewatch             |
| 783178 | 2014 QO44                | 2 luglio 2014     | Pan-STARRS             |
| 783179 | 2014 QS44                | 21 ottobre 2006   | Mount Lemmon Survey    |
| 783180 | 2014 QA48                | 4 luglio 2014     | Pan-STARRS             |
| 783181 | 2014 QR55                | 4 gennaio 2012    | Mount Lemmon Survey    |
| 783182 | 2014 QD56                | 20 agosto 2014    | Pan-STARRS             |
| 783183 | 2014 QF56                | 10 marzo 2007     | Mount Lemmon Survey    |
| 783184 | 2014 QY57                | 28 luglio 2014    | Pan-STARRS             |
| 783185 | 2014 QA60                | 15 marzo 2013     | Mount Lemmon Survey    |
| 783186 | 2014 QS60                | 1 luglio 2014     | Pan-STARRS             |
| 783187 | 2014 QO61                | 28 luglio 2014    | Pan-STARRS             |
| 783188 | 2014 QM66                | 20 agosto 2014    | Pan-STARRS             |
| 783189 | 2014 QH67                | 20 agosto 2014    | Pan-STARRS             |
| 783190 | 2014 QO70                | 1 gennaio 2012    | Mount Lemmon Survey    |
| 783191 | 2014 QB72                | 5 settembre 2010  | Mount Lemmon Survey    |
| 783192 | 2014 QM78                | 7 luglio 2014     | Pan-STARRS             |
| 783193 | 2014 QN78                | 27 dicembre 2011  | Mount Lemmon Survey    |
| 783194 | 2014 QR80                | 20 agosto 2014    | Pan-STARRS             |
| 783195 | 2014 QW89                | 20 agosto 2014    | Pan-STARRS             |
| 783196 | 2014 QQ93                | 20 agosto 2014    | Pan-STARRS             |
| 783197 | 2014 QR93                | 29 giugno 2014    | Mount Lemmon Survey    |
| 783198 | 2014 QW94                | 20 agosto 2014    | Pan-STARRS             |
| 783199 | 2014 QU99                | 20 agosto 2014    | Pan-STARRS             |
| 783200 | 2014 QJ100               | 20 agosto 2014    | Pan-STARRS             |

## 783201–783300
| Nome   | Designazione provvisoria | Data di scoperta  | Scopritore          |
| ------ | ------------------------ | ----------------- | ------------------- |
| 783201 | 2014 QH101               | 18 settembre 2010 | Spacewatch          |
| 783202 | 2014 QA102               | 20 agosto 2014    | Pan-STARRS          |
| 783203 | 2014 QB102               | 20 agosto 2014    | Pan-STARRS          |
| 783204 | 2014 QS105               | 20 agosto 2014    | Pan-STARRS          |
| 783205 | 2014 QG108               | 29 ottobre 2010   | Mount Lemmon Survey |
| 783206 | 2014 QK109               | 1 luglio 2014     | Pan-STARRS          |
| 783207 | 2014 QY112               | 20 agosto 2014    | Pan-STARRS          |
| 783208 | 2014 QJ116               | 30 gennaio 2004   | Spacewatch          |
| 783209 | 2014 QZ117               | 19 settembre 2010 | Spacewatch          |
| 783210 | 2014 QU119               | 14 novembre 2010  | Spacewatch          |
| 783211 | 2014 QZ121               | 28 luglio 2014    | Pan-STARRS          |
| 783212 | 2014 QT123               | 26 novembre 2010  | Mount Lemmon Survey |
| 783213 | 2014 QR124               | 3 agosto 2014     | Pan-STARRS          |
| 783214 | 2014 QN128               | 17 novembre 2006  | Mount Lemmon Survey |
| 783215 | 2014 QU128               | 29 ottobre 2010   | R. Holmes           |
| 783216 | 2014 QE130               | 21 ottobre 2006   | Mount Lemmon Survey |
| 783217 | 2014 QK130               | 27 febbraio 2012  | Pan-STARRS          |
| 783218 | 2014 QQ131               | 20 agosto 2014    | Pan-STARRS          |
| 783219 | 2014 QL135               | 5 agosto 2014     | Pan-STARRS          |
| 783220 | 2014 QN136               | 10 febbraio 2008  | Spacewatch          |
| 783221 | 2014 QF137               | 25 settembre 1995 | Spacewatch          |
| 783222 | 2014 QK137               | 29 settembre 2010 | Mount Lemmon Survey |
| 783223 | 2014 QS138               | 8 novembre 2007   | Spacewatch          |
| 783224 | 2014 QM139               | 20 agosto 2014    | Pan-STARRS          |
| 783225 | 2014 QE141               | 5 agosto 2014     | Pan-STARRS          |
| 783226 | 2014 QD142               | 8 marzo 2013      | Pan-STARRS          |
| 783227 | 2014 QZ148               | 6 novembre 2005   | Mount Lemmon Survey |
| 783228 | 2014 QD149               | 20 agosto 2014    | Pan-STARRS          |
| 783229 | 2014 QP150               | 20 agosto 2014    | Pan-STARRS          |
| 783230 | 2014 QJ159               | 22 agosto 2014    | Pan-STARRS          |
| 783231 | 2014 QK163               | 21 settembre 2009 | Mount Lemmon Survey |
| 783232 | 2014 QF167               | 22 agosto 2014    | Pan-STARRS          |
| 783233 | 2014 QH171               | 24 agosto 2001    | Spacewatch          |
| 783234 | 2014 QN176               | 20 agosto 2014    | Pan-STARRS          |
| 783235 | 2014 QL180               | 4 giugno 2014     | Pan-STARRS          |
| 783236 | 2014 QC183               | 13 agosto 2010    | Spacewatch          |
| 783237 | 2014 QO187               | 22 agosto 2014    | Pan-STARRS          |
| 783238 | 2014 QT187               | 10 luglio 2010    | WISE                |
| 783239 | 2014 QA190               | 30 luglio 2014    | Spacewatch          |
| 783240 | 2014 QZ191               | 15 aprile 2013    | Pan-STARRS          |
| 783241 | 2014 QH194               | 13 novembre 2010  | Mount Lemmon Survey |
| 783242 | 2014 QP195               | 1 febbraio 2012   | Mount Lemmon Survey |
| 783243 | 2014 QC196               | 10 gennaio 2006   | Spacewatch          |
| 783244 | 2014 QQ197               | 22 agosto 2014    | Pan-STARRS          |
| 783245 | 2014 QH199               | 22 agosto 2014    | Pan-STARRS          |
| 783246 | 2014 QS201               | 27 ottobre 2006   | Mount Lemmon Survey |
| 783247 | 2014 QD202               | 26 ottobre 2009   | Mount Lemmon Survey |
| 783248 | 2014 QB204               | 22 agosto 2014    | Pan-STARRS          |
| 783249 | 2014 QZ209               | 22 agosto 2014    | Pan-STARRS          |
| 783250 | 2014 QV210               | 22 agosto 2014    | Pan-STARRS          |
| 783251 | 2014 QO211               | 22 agosto 2014    | Pan-STARRS          |
| 783252 | 2014 QY212               | 11 ottobre 2010   | Spacewatch          |
| 783253 | 2014 QH213               | 30 settembre 2010 | Mount Lemmon Survey |
| 783254 | 2014 QO214               | 10 febbraio 2008  | Spacewatch          |
| 783255 | 2014 QH215               | 22 agosto 2014    | Pan-STARRS          |
| 783256 | 2014 QJ215               | 12 ottobre 2010   | Mount Lemmon Survey |
| 783257 | 2014 QG216               | 10 novembre 2010  | Mount Lemmon Survey |
| 783258 | 2014 QM219               | 5 maggio 2013     | Mount Lemmon Survey |
| 783259 | 2014 QP222               | 22 agosto 2014    | Pan-STARRS          |
| 783260 | 2014 QQ222               | 22 agosto 2014    | Pan-STARRS          |
| 783261 | 2014 QB224               | 25 settembre 2009 | Spacewatch          |
| 783262 | 2014 QN225               | 28 luglio 2014    | Pan-STARRS          |
| 783263 | 2014 QP234               | 22 agosto 2014    | Pan-STARRS          |
| 783264 | 2014 QX235               | 30 giugno 2008    | Spacewatch          |
| 783265 | 2014 QV237               | 6 aprile 2013     | Mount Lemmon Survey |
| 783266 | 2014 QW240               | 22 agosto 2014    | Pan-STARRS          |
| 783267 | 2014 QZ242               | 25 ottobre 2005   | Spacewatch          |
| 783268 | 2014 QR243               | 22 agosto 2014    | Pan-STARRS          |
| 783269 | 2014 QC246               | 22 agosto 2014    | Pan-STARRS          |
| 783270 | 2014 QK248               | 7 luglio 2014     | Pan-STARRS          |
| 783271 | 2014 QP251               | 14 aprile 2008    | Spacewatch          |
| 783272 | 2014 QT256               | 22 agosto 2014    | Pan-STARRS          |
| 783273 | 2014 QY256               | 22 agosto 2014    | Pan-STARRS          |
| 783274 | 2014 QC260               | 20 ottobre 2001   | LINEAR              |
| 783275 | 2014 QX260               | 22 agosto 2014    | Pan-STARRS          |
| 783276 | 2014 QT261               | 22 agosto 2014    | Pan-STARRS          |
| 783277 | 2014 QD266               | 18 agosto 2014    | Pan-STARRS          |
| 783278 | 2014 QV268               | 10 agosto 2010    | Spacewatch          |
| 783279 | 2014 QA274               | 22 agosto 2014    | Pan-STARRS          |
| 783280 | 2014 QR274               | 23 agosto 2014    | Pan-STARRS          |
| 783281 | 2014 QG280               | 25 luglio 2014    | Pan-STARRS          |
| 783282 | 2014 QB281               | 28 luglio 2014    | Pan-STARRS          |
| 783283 | 2014 QZ281               | 19 gennaio 2007   | P. A. Wiegert       |
| 783284 | 2014 QX284               | 14 marzo 2013     | PTF                 |
| 783285 | 2014 QM285               | 22 aprile 2013    | Mount Lemmon Survey |
| 783286 | 2014 QO294               | 5 agosto 2014     | Pan-STARRS          |
| 783287 | 2014 QE299               | 25 luglio 2014    | Pan-STARRS          |
| 783288 | 2014 QK299               | 3 agosto 2014     | Pan-STARRS          |
| 783289 | 2014 QL314               | 28 luglio 2014    | Pan-STARRS          |
| 783290 | 2014 QX315               | 25 luglio 2014    | Pan-STARRS          |
| 783291 | 2014 QP319               | 25 luglio 2014    | Pan-STARRS          |
| 783292 | 2014 QC320               | 9 ottobre 2010    | Spacewatch          |
| 783293 | 2014 QP321               | 25 agosto 2014    | Pan-STARRS          |
| 783294 | 2014 QA332               | 25 agosto 2014    | Pan-STARRS          |
| 783295 | 2014 QE333               | 25 agosto 2014    | Pan-STARRS          |
| 783296 | 2014 QA336               | 30 settembre 2005 | Mount Lemmon Survey |
| 783297 | 2014 QK336               | 20 settembre 2001 | LONEOS              |
| 783298 | 2014 QV345               | 4 luglio 2014     | Pan-STARRS          |
| 783299 | 2014 QG347               | 26 agosto 2014    | Pan-STARRS          |
| 783300 | 2014 QU349               | 27 agosto 2014    | Pan-STARRS          |

## 783301–783400
| Nome   | Designazione provvisoria | Data di scoperta  | Scopritore              |
| ------ | ------------------------ | ----------------- | ----------------------- |
| 783301 | 2014 QA352               | 29 luglio 2014    | Pan-STARRS              |
| 783302 | 2014 QH360               | 27 agosto 2014    | Pan-STARRS              |
| 783303 | 2014 QC368               | 25 marzo 2012     | Mount Lemmon Survey     |
| 783304 | 2014 QV368               | 1 maggio 2013     | Mount Lemmon Survey     |
| 783305 | 2014 QC370               | 4 aprile 2013     | Pan-STARRS              |
| 783306 | 2014 QK373               | 4 maggio 2009     | Mount Lemmon Survey     |
| 783307 | 2014 QG377               | 27 agosto 2014    | Pan-STARRS              |
| 783308 | 2014 QQ377               | 29 luglio 2014    | Pan-STARRS              |
| 783309 | 2014 QR379               | 27 luglio 2014    | Pan-STARRS              |
| 783310 | 2014 QF380               | 30 luglio 2014    | Pan-STARRS              |
| 783311 | 2014 QP388               | 23 ottobre 2009   | Mount Lemmon Survey     |
| 783312 | 2014 QQ397               | 30 novembre 2005  | Spacewatch              |
| 783313 | 2014 QM398               | 7 settembre 2008  | Mount Lemmon Survey     |
| 783314 | 2014 QQ398               | 29 agosto 2005    | Spacewatch              |
| 783315 | 2014 QM412               | 30 agosto 2014    | Mount Lemmon Survey     |
| 783316 | 2014 QF422               | 15 febbraio 2012  | Pan-STARRS              |
| 783317 | 2014 QH426               | 22 agosto 2014    | Pan-STARRS              |
| 783318 | 2014 QM430               | 17 settembre 2010 | Mount Lemmon Survey     |
| 783319 | 2014 QA431               | 31 agosto 2014    | Mount Lemmon Survey     |
| 783320 | 2014 QJ436               | 6 agosto 2014     | Pan-STARRS              |
| 783321 | 2014 QC437               | 15 giugno 2010    | Mount Lemmon Survey     |
| 783322 | 2014 QN439               | 24 ottobre 2019   | Mount Lemmon Survey     |
| 783323 | 2014 QQ451               | 20 agosto 2014    | Pan-STARRS              |
| 783324 | 2014 QM453               | 21 agosto 2014    | C. Rinner               |
| 783325 | 2014 QF455               | 17 ottobre 2010   | Mount Lemmon Survey     |
| 783326 | 2014 QE456               | 31 agosto 2014    | Pan-STARRS              |
| 783327 | 2014 QK457               | 28 settembre 2003 | Spacewatch              |
| 783328 | 2014 QX458               | 12 ottobre 2010   | Mount Lemmon Survey     |
| 783329 | 2014 QB459               | 19 agosto 2014    | Pan-STARRS              |
| 783330 | 2014 QH459               | 20 agosto 2014    | Pan-STARRS              |
| 783331 | 2014 QJ460               | 12 aprile 2013    | Pan-STARRS              |
| 783332 | 2014 QL460               | 20 agosto 2014    | Pan-STARRS              |
| 783333 | 2014 QT460               | 12 ottobre 2010   | Spacewatch              |
| 783334 | 2014 QM463               | 22 agosto 2014    | Pan-STARRS              |
| 783335 | 2014 QP463               | 22 agosto 2014    | Pan-STARRS              |
| 783336 | 2014 QN464               | 16 novembre 2009  | Mount Lemmon Survey     |
| 783337 | 2014 QL465               | 23 agosto 2014    | Pan-STARRS              |
| 783338 | 2014 QC467               | 8 febbraio 2011   | Mount Lemmon Survey     |
| 783339 | 2014 QD467               | 25 agosto 2014    | Pan-STARRS              |
| 783340 | 2014 QJ467               | 26 agosto 2014    | Pan-STARRS              |
| 783341 | 2014 QC468               | 27 agosto 2014    | Pan-STARRS              |
| 783342 | 2014 QM468               | 27 agosto 2014    | Pan-STARRS              |
| 783343 | 2014 QX468               | 13 marzo 2012     | Mount Lemmon Survey     |
| 783344 | 2014 QK469               | 13 ottobre 2010   | Mount Lemmon Survey     |
| 783345 | 2014 QD470               | 28 agosto 2014    | Pan-STARRS              |
| 783346 | 2014 QR470               | 12 gennaio 2011   | Spacewatch              |
| 783347 | 2014 QT470               | 28 agosto 2014    | Pan-STARRS              |
| 783348 | 2014 QN471               | 30 agosto 2014    | Spacewatch              |
| 783349 | 2014 QO471               | 19 gennaio 2012   | Mount Lemmon Survey     |
| 783350 | 2014 QR471               | 30 agosto 2014    | Pan-STARRS              |
| 783351 | 2014 QX472               | 31 agosto 2014    | Pan-STARRS              |
| 783352 | 2014 QU475               | 1 luglio 2014     | Pan-STARRS              |
| 783353 | 2014 QP477               | 25 luglio 2014    | Pan-STARRS              |
| 783354 | 2014 QU477               | 20 agosto 2014    | Pan-STARRS              |
| 783355 | 2014 QG480               | 20 agosto 2014    | Pan-STARRS              |
| 783356 | 2014 QQ481               | 20 agosto 2014    | Pan-STARRS              |
| 783357 | 2014 QC482               | 19 febbraio 2009  | Mount Lemmon Survey     |
| 783358 | 2014 QY482               | 20 agosto 2014    | Pan-STARRS              |
| 783359 | 2014 QK485               | 20 agosto 2014    | Pan-STARRS              |
| 783360 | 2014 QE489               | 22 agosto 2014    | Pan-STARRS              |
| 783361 | 2014 QY494               | 31 agosto 2014    | CSS                     |
| 783362 | 2014 QG495               | 25 agosto 2014    | Pan-STARRS              |
| 783363 | 2014 QK500               | 28 agosto 2014    | Pan-STARRS              |
| 783364 | 2014 QP504               | 31 agosto 2014    | Pan-STARRS              |
| 783365 | 2014 QE505               | 28 agosto 2014    | Pan-STARRS              |
| 783366 | 2014 QN507               | 25 agosto 2014    | Pan-STARRS              |
| 783367 | 2014 QA508               | 22 agosto 2014    | Pan-STARRS              |
| 783368 | 2014 QA510               | 26 agosto 2014    | Pan-STARRS              |
| 783369 | 2014 QM512               | 4 marzo 2017      | Pan-STARRS              |
| 783370 | 2014 QA515               | 1 gennaio 2016    | Pan-STARRS              |
| 783371 | 2014 QJ515               | 28 agosto 2014    | Pan-STARRS              |
| 783372 | 2014 QR518               | 27 agosto 2014    | Pan-STARRS              |
| 783373 | 2014 QT518               | 28 agosto 2014    | Pan-STARRS              |
| 783374 | 2014 QS519               | 23 agosto 2014    | Pan-STARRS              |
| 783375 | 2014 QB520               | 20 agosto 2014    | Pan-STARRS              |
| 783376 | 2014 QT520               | 25 agosto 2014    | Pan-STARRS              |
| 783377 | 2014 QE522               | 25 agosto 2014    | Pan-STARRS              |
| 783378 | 2014 QG522               | 31 agosto 2014    | Pan-STARRS              |
| 783379 | 2014 QL523               | 28 agosto 2014    | Pan-STARRS              |
| 783380 | 2014 QF526               | 25 agosto 2014    | Pan-STARRS              |
| 783381 | 2014 QG526               | 25 agosto 2014    | Pan-STARRS              |
| 783382 | 2014 QX526               | 30 agosto 2014    | Mount Lemmon Survey     |
| 783383 | 2014 QY526               | 22 agosto 2014    | Pan-STARRS              |
| 783384 | 2014 QM527               | 28 agosto 2014    | Pan-STARRS              |
| 783385 | 2014 QR527               | 22 agosto 2014    | Pan-STARRS              |
| 783386 | 2014 QJ529               | 27 agosto 2014    | Pan-STARRS              |
| 783387 | 2014 QC530               | 27 agosto 2014    | Pan-STARRS              |
| 783388 | 2014 QE534               | 28 agosto 2014    | Pan-STARRS              |
| 783389 | 2014 QV534               | 27 agosto 2014    | Pan-STARRS              |
| 783390 | 2014 QX534               | 28 agosto 2014    | Pan-STARRS              |
| 783391 | 2014 QD535               | 23 agosto 2014    | Pan-STARRS              |
| 783392 | 2014 QT536               | 27 agosto 2014    | Pan-STARRS              |
| 783393 | 2014 QW537               | 23 agosto 2014    | Pan-STARRS              |
| 783394 | 2014 QU539               | 30 agosto 2014    | Pan-STARRS              |
| 783395 | 2014 QO545               | 25 agosto 2014    | S. Mottola, S. Hellmich |
| 783396 | 2014 QJ546               | 20 agosto 2014    | Pan-STARRS              |
| 783397 | 2014 QG547               | 22 agosto 2014    | Pan-STARRS              |
| 783398 | 2014 QW547               | 17 settembre 2010 | Mount Lemmon Survey     |
| 783399 | 2014 QB548               | 20 agosto 2014    | Pan-STARRS              |
| 783400 | 2014 QU550               | 23 agosto 2014    | Pan-STARRS              |

## 783401–783500
| Nome   | Designazione provvisoria | Data di scoperta  | Scopritore          |
| ------ | ------------------------ | ----------------- | ------------------- |
| 783401 | 2014 QV550               | 30 agosto 2014    | Mount Lemmon Survey |
| 783402 | 2014 QE551               | 27 agosto 2014    | Pan-STARRS          |
| 783403 | 2014 QG554               | 25 agosto 2014    | Pan-STARRS          |
| 783404 | 2014 QW554               | 22 agosto 2014    | Pan-STARRS          |
| 783405 | 2014 QC555               | 23 agosto 2014    | Pan-STARRS          |
| 783406 | 2014 QK557               | 22 agosto 2014    | Pan-STARRS          |
| 783407 | 2014 QC564               | 28 agosto 2014    | Pan-STARRS          |
| 783408 | 2014 QY564               | 25 agosto 2014    | Pan-STARRS          |
| 783409 | 2014 QV569               | 25 agosto 2014    | Pan-STARRS          |
| 783410 | 2014 QW569               | 23 agosto 2014    | Pan-STARRS          |
| 783411 | 2014 QX569               | 25 agosto 2014    | Pan-STARRS          |
| 783412 | 2014 QN571               | 23 agosto 2014    | Pan-STARRS          |
| 783413 | 2014 QJ574               | 28 agosto 2014    | Pan-STARRS          |
| 783414 | 2014 QX574               | 31 agosto 2014    | Pan-STARRS          |
| 783415 | 2014 QJ579               | 22 agosto 2014    | Pan-STARRS          |
| 783416 | 2014 QK580               | 30 agosto 2014    | Mount Lemmon Survey |
| 783417 | 2014 QO583               | 19 agosto 2014    | Pan-STARRS          |
| 783418 | 2014 QE584               | 27 agosto 2014    | Pan-STARRS          |
| 783419 | 2014 QG584               | 5 marzo 2008      | Spacewatch          |
| 783420 | 2014 QG590               | 25 agosto 2014    | Pan-STARRS          |
| 783421 | 2014 QL590               | 22 giugno 2009    | Spacewatch          |
| 783422 | 2014 QC596               | 27 agosto 2014    | Pan-STARRS          |
| 783423 | 2014 QP596               | 27 agosto 2014    | Pan-STARRS          |
| 783424 | 2014 QJ598               | 28 agosto 2014    | Pan-STARRS          |
| 783425 | 2014 QJ613               | 27 agosto 2014    | Pan-STARRS          |
| 783426 | 2014 QM614               | 20 agosto 2014    | Pan-STARRS          |
| 783427 | 2014 RO2                 | 30 luglio 2014    | Spacewatch          |
| 783428 | 2014 RY3                 | 8 luglio 2014     | Pan-STARRS          |
| 783429 | 2014 RN10                | 2 settembre 2014  | Pan-STARRS          |
| 783430 | 2014 RA11                | 29 settembre 2005 | Mount Lemmon Survey |
| 783431 | 2014 RC15                | 6 agosto 2014     | Pan-STARRS          |
| 783432 | 2014 RE24                | 10 novembre 2010  | Mount Lemmon Survey |
| 783433 | 2014 RZ24                | 27 agosto 2001    | Spacewatch          |
| 783434 | 2014 RP28                | 22 agosto 2014    | Pan-STARRS          |
| 783435 | 2014 RB30                | 1 ottobre 2005    | Mount Lemmon Survey |
| 783436 | 2014 RH33                | 19 settembre 2006 | Spacewatch          |
| 783437 | 2014 RV36                | 23 marzo 2012     | Mount Lemmon Survey |
| 783438 | 2014 RR47                | 14 settembre 2014 | Mount Lemmon Survey |
| 783439 | 2014 RD56                | 14 novembre 2010  | Spacewatch          |
| 783440 | 2014 RK56                | 3 settembre 2014  | Spacewatch          |
| 783441 | 2014 RE58                | 15 settembre 2014 | Mount Lemmon Survey |
| 783442 | 2014 RM59                | 15 settembre 2014 | Mount Lemmon Survey |
| 783443 | 2014 RN59                | 27 agosto 2014    | Pan-STARRS          |
| 783444 | 2014 RB64                | 7 ottobre 2007    | Mount Lemmon Survey |
| 783445 | 2014 RH65                | 14 settembre 2014 | Mount Lemmon Survey |
| 783446 | 2014 RK65                | 1 settembre 2014  | Mount Lemmon Survey |
| 783447 | 2014 RA66                | 15 settembre 2014 | Mount Lemmon Survey |
| 783448 | 2014 RM67                | 2 settembre 2014  | Pan-STARRS          |
| 783449 | 2014 RR67                | 2 settembre 2014  | Pan-STARRS          |
| 783450 | 2014 RJ69                | 12 settembre 2014 | Spacewatch          |
| 783451 | 2014 RP69                | 25 agosto 2014    | Pan-STARRS          |
| 783452 | 2014 RC73                | 4 settembre 2014  | Pan-STARRS          |
| 783453 | 2014 RU76                | 2 settembre 2014  | Pan-STARRS          |
| 783454 | 2014 RB77                | 4 settembre 2014  | Pan-STARRS          |
| 783455 | 2014 RO77                | 2 settembre 2014  | Pan-STARRS          |
| 783456 | 2014 RV77                | 30 agosto 2014    | Spacewatch          |
| 783457 | 2014 RU80                | 1 settembre 2014  | Mount Lemmon Survey |
| 783458 | 2014 RE83                | 15 settembre 2014 | Mount Lemmon Survey |
| 783459 | 2014 RT83                | 2 settembre 2014  | Pan-STARRS          |
| 783460 | 2014 RU84                | 2 settembre 2014  | Pan-STARRS          |
| 783461 | 2014 RD85                | 4 settembre 2014  | Pan-STARRS          |
| 783462 | 2014 RF86                | 2 settembre 2014  | Pan-STARRS          |
| 783463 | 2014 RL88                | 2 settembre 2014  | Pan-STARRS          |
| 783464 | 2014 RY91                | 3 settembre 2014  | Mount Lemmon Survey |
| 783465 | 2014 SL4                 | 28 agosto 2014    | Pan-STARRS          |
| 783466 | 2014 SY9                 | 17 settembre 2014 | Pan-STARRS          |
| 783467 | 2014 SE11                | 18 settembre 2010 | Mount Lemmon Survey |
| 783468 | 2014 SH11                | 3 novembre 2010   | Mount Lemmon Survey |
| 783469 | 2014 SH12                | 31 agosto 2014    | Mount Lemmon Survey |
| 783470 | 2014 SB17                | 22 agosto 2014    | Pan-STARRS          |
| 783471 | 2014 SZ17                | 17 settembre 2014 | Pan-STARRS          |
| 783472 | 2014 SE19                | 27 agosto 2014    | Pan-STARRS          |
| 783473 | 2014 SO19                | 13 ottobre 2010   | Mount Lemmon Survey |
| 783474 | 2014 SV20                | 17 settembre 2014 | Pan-STARRS          |
| 783475 | 2014 SP22                | 17 settembre 2014 | Pan-STARRS          |
| 783476 | 2014 SJ24                | 27 agosto 2014    | Pan-STARRS          |
| 783477 | 2014 ST24                | 28 gennaio 2006   | Mount Lemmon Survey |
| 783478 | 2014 SH29                | 17 settembre 2014 | Pan-STARRS          |
| 783479 | 2014 SD33                | 23 agosto 2014    | Pan-STARRS          |
| 783480 | 2014 ST34                | 17 settembre 2014 | Pan-STARRS          |
| 783481 | 2014 ST36                | 13 settembre 2005 | Spacewatch          |
| 783482 | 2014 SY36                | 22 ottobre 2006   | Spacewatch          |
| 783483 | 2014 SC37                | 17 settembre 2014 | Pan-STARRS          |
| 783484 | 2014 SD38                | 17 settembre 2014 | Pan-STARRS          |
| 783485 | 2014 SX39                | 17 settembre 2014 | Pan-STARRS          |
| 783486 | 2014 SC44                | 20 agosto 2014    | Pan-STARRS          |
| 783487 | 2014 SU44                | 28 agosto 2014    | Pan-STARRS          |
| 783488 | 2014 SK48                | 17 settembre 2014 | Pan-STARRS          |
| 783489 | 2014 SZ53                | 7 luglio 2014     | Pan-STARRS          |
| 783490 | 2014 SD55                | 1 maggio 2013     | Mount Lemmon Survey |
| 783491 | 2014 SE59                | 2 settembre 2014  | Pan-STARRS          |
| 783492 | 2014 SW59                | 17 settembre 2014 | Pan-STARRS          |
| 783493 | 2014 SM60                | 17 settembre 2014 | Pan-STARRS          |
| 783494 | 2014 SG62                | 10 luglio 2005    | SSS                 |
| 783495 | 2014 SG64                | 25 luglio 2014    | Pan-STARRS          |
| 783496 | 2014 SG69                | 15 febbraio 2012  | Pan-STARRS          |
| 783497 | 2014 SQ70                | 4 maggio 2009     | Mount Lemmon Survey |
| 783498 | 2014 SS70                | 28 agosto 2014    | Pan-STARRS          |
| 783499 | 2014 SB71                | 28 agosto 2014    | Pan-STARRS          |
| 783500 | 2014 SL76                | 18 settembre 2014 | Pan-STARRS          |

## 783501–783600
| Nome   | Designazione provvisoria | Data di scoperta  | Scopritore          |
| ------ | ------------------------ | ----------------- | ------------------- |
| 783501 | 2014 SL82                | 29 agosto 2014    | Spacewatch          |
| 783502 | 2014 SJ83                | 27 agosto 2014    | Pan-STARRS          |
| 783503 | 2014 SL83                | 18 settembre 2014 | Pan-STARRS          |
| 783504 | 2014 SA87                | 18 settembre 2014 | Pan-STARRS          |
| 783505 | 2014 SE89                | 13 febbraio 2011  | Mount Lemmon Survey |
| 783506 | 2014 SV90                | 18 settembre 2014 | Pan-STARRS          |
| 783507 | 2014 SV94                | 18 settembre 2014 | Pan-STARRS          |
| 783508 | 2014 SX97                | 18 settembre 2014 | Pan-STARRS          |
| 783509 | 2014 SC98                | 28 marzo 2012     | Mount Lemmon Survey |
| 783510 | 2014 SR99                | 18 settembre 2014 | Pan-STARRS          |
| 783511 | 2014 SY99                | 13 aprile 2013    | Pan-STARRS          |
| 783512 | 2014 SM103               | 27 agosto 2014    | Pan-STARRS          |
| 783513 | 2014 SM105               | 13 settembre 2005 | Spacewatch          |
| 783514 | 2014 SQ106               | 27 agosto 2014    | Pan-STARRS          |
| 783515 | 2014 SV106               | 18 settembre 2014 | Pan-STARRS          |
| 783516 | 2014 SL112               | 18 settembre 2014 | Pan-STARRS          |
| 783517 | 2014 SN114               | 23 marzo 2012     | Mount Lemmon Survey |
| 783518 | 2014 SJ115               | 25 agosto 2014    | Pan-STARRS          |
| 783519 | 2014 SA116               | 18 settembre 2014 | Pan-STARRS          |
| 783520 | 2014 SG122               | 18 settembre 2014 | Pan-STARRS          |
| 783521 | 2014 SO122               | 3 dicembre 2010   | Mount Lemmon Survey |
| 783522 | 2014 SF126               | 18 settembre 2014 | Pan-STARRS          |
| 783523 | 2014 SU126               | 18 settembre 2014 | Pan-STARRS          |
| 783524 | 2014 SV126               | 2 dicembre 2010   | Mount Lemmon Survey |
| 783525 | 2014 SY130               | 1 novembre 2010   | Mount Lemmon Survey |
| 783526 | 2014 SW132               | 25 agosto 2014    | Pan-STARRS          |
| 783527 | 2014 SU133               | 25 agosto 2014    | Pan-STARRS          |
| 783528 | 2014 SJ136               | 3 novembre 2010   | Mount Lemmon Survey |
| 783529 | 2014 SZ138               | 16 settembre 2009 | Mount Lemmon Survey |
| 783530 | 2014 SJ139               | 12 ottobre 2010   | Mount Lemmon Survey |
| 783531 | 2014 SR140               | 27 agosto 2014    | Pan-STARRS          |
| 783532 | 2014 SZ140               | 28 maggio 2014    | Pan-STARRS          |
| 783533 | 2014 SP151               | 19 settembre 2014 | Pan-STARRS          |
| 783534 | 2014 SA165               | 29 marzo 2008     | Spacewatch          |
| 783535 | 2014 SC171               | 6 agosto 2014     | Pan-STARRS          |
| 783536 | 2014 SS173               | 16 settembre 2010 | Spacewatch          |
| 783537 | 2014 SA175               | 27 agosto 2014    | Pan-STARRS          |
| 783538 | 2014 SS175               | 20 settembre 2014 | Pan-STARRS          |
| 783539 | 2014 SJ179               | 20 settembre 2014 | Pan-STARRS          |
| 783540 | 2014 SD181               | 27 agosto 2014    | Pan-STARRS          |
| 783541 | 2014 SS181               | 20 settembre 2014 | Pan-STARRS          |
| 783542 | 2014 SP182               | 20 settembre 2014 | Pan-STARRS          |
| 783543 | 2014 SA186               | 14 marzo 2007     | Mount Lemmon Survey |
| 783544 | 2014 SJ186               | 17 ottobre 2010   | Mount Lemmon Survey |
| 783545 | 2014 SE187               | 27 agosto 2014    | Pan-STARRS          |
| 783546 | 2014 SU187               | 26 settembre 2003 | SDSS                |
| 783547 | 2014 SC188               | 3 dicembre 2010   | Mount Lemmon Survey |
| 783548 | 2014 SR188               | 20 settembre 2014 | Pan-STARRS          |
| 783549 | 2014 SC191               | 20 settembre 2014 | Pan-STARRS          |
| 783550 | 2014 SW192               | 14 aprile 2013    | ESA OGS             |
| 783551 | 2014 SS193               | 30 agosto 2014    | Pan-STARRS          |
| 783552 | 2014 SA194               | 20 settembre 2014 | Pan-STARRS          |
| 783553 | 2014 SA197               | 20 settembre 2014 | Pan-STARRS          |
| 783554 | 2014 SS197               | 20 settembre 2014 | Pan-STARRS          |
| 783555 | 2014 SJ200               | 11 novembre 2010  | Mount Lemmon Survey |
| 783556 | 2014 SN202               | 2 novembre 2010   | Mount Lemmon Survey |
| 783557 | 2014 SG205               | 20 settembre 2014 | Pan-STARRS          |
| 783558 | 2014 SP205               | 20 settembre 2014 | Pan-STARRS          |
| 783559 | 2014 SV205               | 20 settembre 2014 | Pan-STARRS          |
| 783560 | 2014 SY205               | 27 febbraio 2012  | La Palma Obs.       |
| 783561 | 2014 SL224               | 22 agosto 2014    | Pan-STARRS          |
| 783562 | 2014 SZ225               | 27 agosto 2014    | Pan-STARRS          |
| 783563 | 2014 SM226               | 20 agosto 2014    | Pan-STARRS          |
| 783564 | 2014 SR236               | 18 settembre 2010 | Mount Lemmon Survey |
| 783565 | 2014 SR244               | 27 agosto 2014    | Pan-STARRS          |
| 783566 | 2014 SF247               | 22 settembre 2014 | Pan-STARRS          |
| 783567 | 2014 SD250               | 19 febbraio 2009  | Spacewatch          |
| 783568 | 2014 SH250               | 16 settembre 2009 | Spacewatch          |
| 783569 | 2014 SS253               | 25 agosto 2004    | Spacewatch          |
| 783570 | 2014 SO254               | 30 ottobre 2010   | Spacewatch          |
| 783571 | 2014 SP254               | 23 settembre 2014 | Mount Lemmon Survey |
| 783572 | 2014 ST255               | 23 settembre 2014 | Mount Lemmon Survey |
| 783573 | 2014 SU264               | 2 dicembre 2010   | Mount Lemmon Survey |
| 783574 | 2014 SA266               | 13 settembre 2014 | Pan-STARRS          |
| 783575 | 2014 SK272               | 1 marzo 2008      | Spacewatch          |
| 783576 | 2014 SU273               | 16 febbraio 2012  | Pan-STARRS          |
| 783577 | 2014 SB276               | 11 febbraio 2011  | Mount Lemmon Survey |
| 783578 | 2014 SO276               | 13 marzo 2012     | Mount Lemmon Survey |
| 783579 | 2014 SK277               | 20 settembre 2014 | Pan-STARRS          |
| 783580 | 2014 SS284               | 31 agosto 2014    | Spacewatch          |
| 783581 | 2014 SO291               | 16 maggio 2013    | Mount Lemmon Survey |
| 783582 | 2014 SX291               | 1 novembre 2010   | Mount Lemmon Survey |
| 783583 | 2014 SE295               | 25 settembre 2014 | Mount Lemmon Survey |
| 783584 | 2014 SD297               | 12 febbraio 2008  | Mount Lemmon Survey |
| 783585 | 2014 SV302               | 13 novembre 2010  | Mount Lemmon Survey |
| 783586 | 2014 SU308               | 24 settembre 2014 | Mount Lemmon Survey |
| 783587 | 2014 SN311               | 6 novembre 2010   | Spacewatch          |
| 783588 | 2014 SN317               | 28 agosto 2005    | Spacewatch          |
| 783589 | 2014 SK321               | 18 settembre 2014 | Pan-STARRS          |
| 783590 | 2014 SK323               | 6 settembre 2014  | Mount Lemmon Survey |
| 783591 | 2014 SP324               | 27 agosto 2014    | Pan-STARRS          |
| 783592 | 2014 SD325               | 11 febbraio 2011  | Mount Lemmon Survey |
| 783593 | 2014 SY331               | 29 settembre 2014 | Pan-STARRS          |
| 783594 | 2014 SE333               | 19 settembre 2014 | Pan-STARRS          |
| 783595 | 2014 SH336               | 30 agosto 2014    | Pan-STARRS          |
| 783596 | 2014 SC341               | 19 settembre 2014 | Pan-STARRS          |
| 783597 | 2014 SE341               | 2 dicembre 2010   | Mount Lemmon Survey |
| 783598 | 2014 SQ342               | 25 agosto 2014    | Pan-STARRS          |
| 783599 | 2014 SM343               | 22 settembre 2014 | Spacewatch          |
| 783600 | 2014 SQ343               | 25 agosto 2014    | Pan-STARRS          |

## 783601–783700
| Nome   | Designazione provvisoria | Data di scoperta  | Scopritore          |
| ------ | ------------------------ | ----------------- | ------------------- |
| 783601 | 2014 SP353               | 27 agosto 2005    | Spacewatch          |
| 783602 | 2014 SA356               | 2 dicembre 2005   | A. Boattini         |
| 783603 | 2014 SB357               | 18 settembre 2014 | Pan-STARRS          |
| 783604 | 2014 SF358               | 19 settembre 2014 | Pan-STARRS          |
| 783605 | 2014 SJ358               | 29 marzo 2012     | Mount Lemmon Survey |
| 783606 | 2014 SK358               | 19 settembre 2014 | Pan-STARRS          |
| 783607 | 2014 SM358               | 19 settembre 2014 | Pan-STARRS          |
| 783608 | 2014 SV358               | 19 settembre 2014 | Pan-STARRS          |
| 783609 | 2014 SY358               | 19 settembre 2014 | Pan-STARRS          |
| 783610 | 2014 SK359               | 19 settembre 2014 | Pan-STARRS          |
| 783611 | 2014 SM359               | 13 ottobre 2010   | Mount Lemmon Survey |
| 783612 | 2014 SY359               | 13 novembre 2010  | Spacewatch          |
| 783613 | 2014 SL360               | 19 settembre 2014 | Pan-STARRS          |
| 783614 | 2014 SN360               | 12 ottobre 2005   | Spacewatch          |
| 783615 | 2014 SU360               | 20 settembre 2014 | Pan-STARRS          |
| 783616 | 2014 SF362               | 24 settembre 2014 | Mount Lemmon Survey |
| 783617 | 2014 SJ362               | 24 settembre 2014 | Pan-STARRS          |
| 783618 | 2014 SS362               | 25 settembre 2014 | Spacewatch          |
| 783619 | 2014 SY362               | 19 novembre 2003  | Spacewatch          |
| 783620 | 2014 ST364               | 24 settembre 2014 | Mount Lemmon Survey |
| 783621 | 2014 SS366               | 19 settembre 2014 | Pan-STARRS          |
| 783622 | 2014 SY367               | 18 settembre 2014 | Pan-STARRS          |
| 783623 | 2014 SR369               | 20 settembre 2014 | CSS                 |
| 783624 | 2014 SO374               | 20 settembre 2014 | Pan-STARRS          |
| 783625 | 2014 SA377               | 13 dicembre 2015  | Pan-STARRS          |
| 783626 | 2014 SZ377               | 8 maggio 2013     | Pan-STARRS          |
| 783627 | 2014 SL378               | 18 settembre 2014 | Pan-STARRS          |
| 783628 | 2014 SQ378               | 20 settembre 2014 | Pan-STARRS          |
| 783629 | 2014 SG379               | 25 settembre 2014 | Spacewatch          |
| 783630 | 2014 SL379               | 19 settembre 2014 | Pan-STARRS          |
| 783631 | 2014 SP379               | 20 settembre 2014 | Pan-STARRS          |
| 783632 | 2014 SG380               | 21 settembre 2014 | ESA OGS             |
| 783633 | 2014 SO380               | 24 settembre 2014 | Spacewatch          |
| 783634 | 2014 ST380               | 19 settembre 2014 | Pan-STARRS          |
| 783635 | 2014 SX380               | 23 settembre 2014 | Mount Lemmon Survey |
| 783636 | 2014 SL381               | 19 settembre 2014 | Pan-STARRS          |
| 783637 | 2014 SA382               | 17 settembre 2014 | Pan-STARRS          |
| 783638 | 2014 SH382               | 19 settembre 2014 | Pan-STARRS          |
| 783639 | 2014 SN382               | 6 dicembre 2010   | Mount Lemmon Survey |
| 783640 | 2014 SC383               | 19 settembre 2014 | Pan-STARRS          |
| 783641 | 2014 SG383               | 26 settembre 2014 | Spacewatch          |
| 783642 | 2014 SS384               | 20 settembre 2014 | Pan-STARRS          |
| 783643 | 2014 SV385               | 23 settembre 2014 | Mount Lemmon Survey |
| 783644 | 2014 SO387               | 24 settembre 2014 | Mount Lemmon Survey |
| 783645 | 2014 SN388               | 18 settembre 2014 | Pan-STARRS          |
| 783646 | 2014 SS388               | 18 settembre 2014 | Pan-STARRS          |
| 783647 | 2014 SN389               | 19 settembre 2014 | Pan-STARRS          |
| 783648 | 2014 SU394               | 19 settembre 2014 | Pan-STARRS          |
| 783649 | 2014 SC395               | 19 settembre 2014 | Pan-STARRS          |
| 783650 | 2014 SH395               | 23 settembre 2014 | Mount Lemmon Survey |
| 783651 | 2014 SL395               | 22 settembre 2014 | Pan-STARRS          |
| 783652 | 2014 SP395               | 27 agosto 2014    | Pan-STARRS          |
| 783653 | 2014 SQ395               | 22 settembre 2014 | ESA OGS             |
| 783654 | 2014 SD396               | 18 settembre 2014 | Pan-STARRS          |
| 783655 | 2014 SL396               | 18 settembre 2014 | Pan-STARRS          |
| 783656 | 2014 SC397               | 20 settembre 2014 | Pan-STARRS          |
| 783657 | 2014 SD397               | 24 settembre 2014 | Mount Lemmon Survey |
| 783658 | 2014 SG398               | 19 settembre 2014 | Pan-STARRS          |
| 783659 | 2014 SU399               | 18 settembre 2014 | Pan-STARRS          |
| 783660 | 2014 SY399               | 18 settembre 2014 | Pan-STARRS          |
| 783661 | 2014 SC400               | 19 settembre 2014 | Pan-STARRS          |
| 783662 | 2014 SL400               | 18 settembre 2014 | Pan-STARRS          |
| 783663 | 2014 SR407               | 23 settembre 2014 | Mount Lemmon Survey |
| 783664 | 2014 SS407               | 17 settembre 2014 | Pan-STARRS          |
| 783665 | 2014 SU410               | 17 settembre 2014 | Pan-STARRS          |
| 783666 | 2014 SK411               | 24 settembre 2014 | Mount Lemmon Survey |
| 783667 | 2014 SV411               | 24 settembre 2014 | Mount Lemmon Survey |
| 783668 | 2014 SB412               | 29 settembre 2014 | Pan-STARRS          |
| 783669 | 2014 SR412               | 17 settembre 2014 | Pan-STARRS          |
| 783670 | 2014 ST412               | 17 settembre 2014 | Pan-STARRS          |
| 783671 | 2014 SP418               | 25 settembre 2014 | Spacewatch          |
| 783672 | 2014 SJ420               | 29 settembre 2014 | Pan-STARRS          |
| 783673 | 2014 SV420               | 23 settembre 2014 | Mount Lemmon Survey |
| 783674 | 2014 SY421               | 19 settembre 2014 | Pan-STARRS          |
| 783675 | 2014 TK4                 | 19 settembre 2014 | Pan-STARRS          |
| 783676 | 2014 TH9                 | 23 settembre 2014 | Mount Lemmon Survey |
| 783677 | 2014 TF13                | 24 marzo 2012     | Mount Lemmon Survey |
| 783678 | 2014 TG13                | 1 ottobre 2014    | Pan-STARRS          |
| 783679 | 2014 TU13                | 1 ottobre 2014    | Pan-STARRS          |
| 783680 | 2014 TJ14                | 1 ottobre 2014    | Pan-STARRS          |
| 783681 | 2014 TN15                | 25 novembre 2010  | Mount Lemmon Survey |
| 783682 | 2014 TY24                | 21 settembre 2003 | Spacewatch          |
| 783683 | 2014 TA32                | 20 settembre 2014 | Pan-STARRS          |
| 783684 | 2014 TH40                | 2 settembre 2014  | Pan-STARRS          |
| 783685 | 2014 TG41                | 11 febbraio 2011  | Mount Lemmon Survey |
| 783686 | 2014 TO41                | 29 settembre 2014 | Pan-STARRS          |
| 783687 | 2014 TG43                | 29 settembre 2005 | Mount Lemmon Survey |
| 783688 | 2014 TC46                | 29 settembre 2009 | Mount Lemmon Survey |
| 783689 | 2014 TG46                | 20 aprile 2012    | Mount Lemmon Survey |
| 783690 | 2014 TL51                | 23 marzo 2012     | Mount Lemmon Survey |
| 783691 | 2014 TA53                | 14 ottobre 2014   | Mount Lemmon Survey |
| 783692 | 2014 TW56                | 26 ottobre 2005   | Spacewatch          |
| 783693 | 2014 TR58                | 27 dicembre 2005  | Spacewatch          |
| 783694 | 2014 TW59                | 13 ottobre 2014   | Spacewatch          |
| 783695 | 2014 TX62                | 8 maggio 2013     | Pan-STARRS          |
| 783696 | 2014 TC64                | 28 agosto 2005    | Spacewatch          |
| 783697 | 2014 TO64                | 3 novembre 2010   | Mount Lemmon Survey |
| 783698 | 2014 TA68                | 28 marzo 2012     | Mount Lemmon Survey |
| 783699 | 2014 TN78                | 17 marzo 2016     | Mount Lemmon Survey |
| 783700 | 2014 TD81                | 15 ottobre 2014   | Spacewatch          |

## 783701–783800
| Nome   | Designazione provvisoria | Data di scoperta  | Scopritore          |
| ------ | ------------------------ | ----------------- | ------------------- |
| 783701 | 2014 TF81                | 1 ottobre 2005    | Spacewatch          |
| 783702 | 2014 TD82                | 24 settembre 2014 | Mount Lemmon Survey |
| 783703 | 2014 TO87                | 25 novembre 2005  | Mount Lemmon Survey |
| 783704 | 2014 TC88                | 1 ottobre 2014    | Pan-STARRS          |
| 783705 | 2014 TD90                | 11 novembre 2009  | Spacewatch          |
| 783706 | 2014 TL90                | 30 settembre 2014 | Mount Lemmon Survey |
| 783707 | 2014 TO90                | 1 ottobre 2014    | Pan-STARRS          |
| 783708 | 2014 TQ92                | 3 novembre 2005   | Mount Lemmon Survey |
| 783709 | 2014 TE93                | 2 ottobre 2014    | Pan-STARRS          |
| 783710 | 2014 TK94                | 5 ottobre 2014    | Mount Lemmon Survey |
| 783711 | 2014 TA95                | 13 ottobre 2014   | Pan-STARRS          |
| 783712 | 2014 TP98                | 14 ottobre 2014   | Mount Lemmon Survey |
| 783713 | 2014 TJ102               | 1 ottobre 2014    | Pan-STARRS          |
| 783714 | 2014 TO102               | 22 novembre 2015  | Mount Lemmon Survey |
| 783715 | 2014 TL103               | 2 ottobre 2014    | Pan-STARRS          |
| 783716 | 2014 TS103               | 14 ottobre 2014   | Mount Lemmon Survey |
| 783717 | 2014 TA104               | 1 ottobre 2014    | Pan-STARRS          |
| 783718 | 2014 TZ104               | 3 ottobre 2014    | Mount Lemmon Survey |
| 783719 | 2014 TM106               | 2 ottobre 2014    | Spacewatch          |
| 783720 | 2014 TJ107               | 1 ottobre 2014    | Pan-STARRS          |
| 783721 | 2014 TW108               | 1 ottobre 2014    | Pan-STARRS          |
| 783722 | 2014 TM112               | 1 ottobre 2014    | Pan-STARRS          |
| 783723 | 2014 TA113               | 19 gennaio 2012   | Pan-STARRS          |
| 783724 | 2014 TP113               | 2 ottobre 2014    | Pan-STARRS          |
| 783725 | 2014 TN118               | 1 ottobre 2014    | Mount Lemmon Survey |
| 783726 | 2014 TO118               | 2 ottobre 2014    | Pan-STARRS          |
| 783727 | 2014 TH121               | 3 ottobre 2014    | Mount Lemmon Survey |
| 783728 | 2014 TL121               | 1 ottobre 2014    | Mount Lemmon Survey |
| 783729 | 2014 TW122               | 2 ottobre 2014    | Mount Lemmon Survey |
| 783730 | 2014 TQ123               | 1 ottobre 2014    | Pan-STARRS          |
| 783731 | 2014 UU                  | 19 settembre 2001 | SDSS                |
| 783732 | 2014 UR8                 | 1 ottobre 2014    | Spacewatch          |
| 783733 | 2014 UZ13                | 18 maggio 2009    | Mount Lemmon Survey |
| 783734 | 2014 UY21                | 6 novembre 2005   | Spacewatch          |
| 783735 | 2014 UT22                | 5 settembre 2008  | Spacewatch          |
| 783736 | 2014 UM26                | 2 gennaio 2011    | Mount Lemmon Survey |
| 783737 | 2014 UW26                | 29 settembre 2014 | Pan-STARRS          |
| 783738 | 2014 UA27                | 29 settembre 2014 | Pan-STARRS          |
| 783739 | 2014 UJ37                | 18 ottobre 2014   | Mount Lemmon Survey |
| 783740 | 2014 UL37                | 18 ottobre 2014   | Mount Lemmon Survey |
| 783741 | 2014 UK43                | 3 ottobre 2014    | Mount Lemmon Survey |
| 783742 | 2014 UY43                | 21 ottobre 2014   | Spacewatch          |
| 783743 | 2014 UZ44                | 29 gennaio 2011   | Mount Lemmon Survey |
| 783744 | 2014 UC49                | 15 ottobre 2014   | Spacewatch          |
| 783745 | 2014 UJ52                | 25 settembre 2014 | Spacewatch          |
| 783746 | 2014 UB53                | 12 maggio 2012    | Mount Lemmon Survey |
| 783747 | 2014 UV59                | 29 marzo 2012     | Spacewatch          |
| 783748 | 2014 UW64                | 20 ottobre 2014   | Mount Lemmon Survey |
| 783749 | 2014 UR70                | 21 ottobre 2014   | Mount Lemmon Survey |
| 783750 | 2014 UY70                | 21 ottobre 2006   | Mount Lemmon Survey |
| 783751 | 2014 UN71                | 12 maggio 2013    | Mount Lemmon Survey |
| 783752 | 2014 UH73                | 13 ottobre 2014   | Mount Lemmon Survey |
| 783753 | 2014 UX73                | 21 ottobre 2014   | Mount Lemmon Survey |
| 783754 | 2014 UJ76                | 23 marzo 2012     | Mount Lemmon Survey |
| 783755 | 2014 UB78                | 21 ottobre 2014   | Mount Lemmon Survey |
| 783756 | 2014 UO79                | 2 ottobre 2014    | Spacewatch          |
| 783757 | 2014 UT81                | 21 ottobre 2014   | Mount Lemmon Survey |
| 783758 | 2014 UA87                | 14 dicembre 2010  | Mount Lemmon Survey |
| 783759 | 2014 UN100               | 15 ottobre 2014   | Spacewatch          |
| 783760 | 2014 UM103               | 31 agosto 2014    | Pan-STARRS          |
| 783761 | 2014 UQ104               | 27 agosto 2009    | Spacewatch          |
| 783762 | 2014 UE105               | 24 ottobre 2005   | Spacewatch          |
| 783763 | 2014 UV109               | 25 settembre 2014 | CSS                 |
| 783764 | 2014 UH111               | 2 settembre 2014  | Pan-STARRS          |
| 783765 | 2014 UU112               | 1 ottobre 2014    | Pan-STARRS          |
| 783766 | 2014 UP115               | 4 novembre 1991   | Spacewatch          |
| 783767 | 2014 UH120               | 18 ottobre 2003   | Spacewatch          |
| 783768 | 2014 UU122               | 23 gennaio 2011   | Mount Lemmon Survey |
| 783769 | 2014 UM128               | 16 febbraio 2012  | Pan-STARRS          |
| 783770 | 2014 UK130               | 23 ottobre 2014   | Mount Lemmon Survey |
| 783771 | 2014 UJ131               | 25 settembre 2014 | Spacewatch          |
| 783772 | 2014 UW131               | 23 ottobre 2014   | Mount Lemmon Survey |
| 783773 | 2014 UF138               | 25 ottobre 2014   | Spacewatch          |
| 783774 | 2014 UH140               | 25 ottobre 2014   | Spacewatch          |
| 783775 | 2014 UW140               | 25 ottobre 2014   | Spacewatch          |
| 783776 | 2014 UV141               | 11 novembre 2010  | Spacewatch          |
| 783777 | 2014 UK142               | 25 ottobre 2014   | Spacewatch          |
| 783778 | 2014 US143               | 25 ottobre 2014   | Spacewatch          |
| 783779 | 2014 UW144               | 25 ottobre 2014   | Mount Lemmon Survey |
| 783780 | 2014 UQ146               | 25 ottobre 2014   | Mount Lemmon Survey |
| 783781 | 2014 US149               | 20 ottobre 1995   | Spacewatch          |
| 783782 | 2014 UZ151               | 25 ottobre 2014   | Mount Lemmon Survey |
| 783783 | 2014 UD154               | 15 ottobre 2014   | Mount Lemmon Survey |
| 783784 | 2014 UG154               | 25 ottobre 2014   | Mount Lemmon Survey |
| 783785 | 2014 UM154               | 23 ottobre 2014   | Spacewatch          |
| 783786 | 2014 UB162               | 27 agosto 2009    | Spacewatch          |
| 783787 | 2014 UT162               | 25 ottobre 2005   | Spacewatch          |
| 783788 | 2014 UU164               | 23 marzo 2012     | Mount Lemmon Survey |
| 783789 | 2014 UG166               | 26 ottobre 2014   | Mount Lemmon Survey |
| 783790 | 2014 UR166               | 26 ottobre 2014   | Mount Lemmon Survey |
| 783791 | 2014 UR173               | 7 dicembre 2005   | Spacewatch          |
| 783792 | 2014 UR176               | 31 agosto 2014    | Pan-STARRS          |
| 783793 | 2014 UA177               | 1 ottobre 2014    | Pan-STARRS          |
| 783794 | 2014 UY178               | 16 settembre 2009 | Spacewatch          |
| 783795 | 2014 UU180               | 1 ottobre 2014    | Pan-STARRS          |
| 783796 | 2014 UU192               | 30 ottobre 2014   | Pan-STARRS          |
| 783797 | 2014 UA197               | 25 ottobre 2014   | Pan-STARRS          |
| 783798 | 2014 UQ207               | 2 ottobre 2014    | Pan-STARRS          |
| 783799 | 2014 UR209               | 29 ottobre 2014   | Calar Alto Obs.     |
| 783800 | 2014 UQ212               | 21 aprile 2013    | Mount Lemmon Survey |

## 783801–783900
| Nome   | Designazione provvisoria | Data di scoperta  | Scopritore                 |
| ------ | ------------------------ | ----------------- | -------------------------- |
| 783801 | 2014 UK220               | 3 ottobre 2014    | Mount Lemmon Survey        |
| 783802 | 2014 UL224               | 22 aprile 2007    | Mount Lemmon Survey        |
| 783803 | 2014 UU230               | 25 ottobre 2014   | Mount Lemmon Survey        |
| 783804 | 2014 UG231               | 28 ottobre 2014   | Pan-STARRS                 |
| 783805 | 2014 UR231               | 22 ottobre 2014   | Mount Lemmon Survey        |
| 783806 | 2014 UG235               | 24 ottobre 2014   | Spacewatch                 |
| 783807 | 2014 UC236               | 14 gennaio 2011   | Mount Lemmon Survey        |
| 783808 | 2014 UG236               | 18 novembre 2009  | Spacewatch                 |
| 783809 | 2014 UK236               | 25 ottobre 2014   | Pan-STARRS                 |
| 783810 | 2014 UY238               | 28 febbraio 2012  | Pan-STARRS                 |
| 783811 | 2014 UA244               | 28 ottobre 2014   | Spacewatch                 |
| 783812 | 2014 UU250               | 9 luglio 2018     | Pan-STARRS                 |
| 783813 | 2014 UR255               | 22 ottobre 2014   | Mount Lemmon Survey        |
| 783814 | 2014 UH256               | 17 ottobre 2014   | Mount Lemmon Survey        |
| 783815 | 2014 UV257               | 25 ottobre 2014   | Spacewatch                 |
| 783816 | 2014 UJ258               | 26 ottobre 2014   | Mount Lemmon Survey        |
| 783817 | 2014 UB259               | 13 ottobre 2014   | Spacewatch                 |
| 783818 | 2014 UB261               | 28 ottobre 2014   | Pan-STARRS                 |
| 783819 | 2014 UM262               | 28 ottobre 2014   | Pan-STARRS                 |
| 783820 | 2014 UY263               | 28 ottobre 2014   | Pan-STARRS                 |
| 783821 | 2014 UF265               | 26 ottobre 2014   | Mount Lemmon Survey        |
| 783822 | 2014 UK265               | 30 ottobre 2014   | Mount Lemmon Survey        |
| 783823 | 2014 UZ269               | 17 ottobre 2014   | Mount Lemmon Survey        |
| 783824 | 2014 UO270               | 28 ottobre 2014   | Pan-STARRS                 |
| 783825 | 2014 UK271               | 24 ottobre 2014   | Spacewatch                 |
| 783826 | 2014 US272               | 31 ottobre 2014   | Spacewatch                 |
| 783827 | 2014 UO273               | 25 ottobre 2014   | Mount Lemmon Survey        |
| 783828 | 2014 UE275               | 28 ottobre 2014   | Pan-STARRS                 |
| 783829 | 2014 UL279               | 22 ottobre 2014   | CSS                        |
| 783830 | 2014 UQ280               | 25 ottobre 2014   | Pan-STARRS                 |
| 783831 | 2014 UP283               | 22 ottobre 2014   | Mount Lemmon Survey        |
| 783832 | 2014 UH286               | 25 ottobre 2014   | Spacewatch                 |
| 783833 | 2014 UF287               | 28 ottobre 2014   | Pan-STARRS                 |
| 783834 | 2014 UR288               | 20 ottobre 2014   | Mount Lemmon Survey        |
| 783835 | 2014 VD                  | 1 novembre 2014   | Mount Lemmon Survey        |
| 783836 | 2014 VC3                 | 1 ottobre 2014    | Pan-STARRS                 |
| 783837 | 2014 VC8                 | 12 novembre 2014  | Pan-STARRS                 |
| 783838 | 2014 VE20                | 30 dicembre 2005  | Spacewatch                 |
| 783839 | 2014 VY21                | 2 settembre 2014  | La Palma Obs.              |
| 783840 | 2014 VC28                | 29 settembre 2008 | Mount Lemmon Survey        |
| 783841 | 2014 VN29                | 21 settembre 2009 | Spacewatch                 |
| 783842 | 2014 VN34                | 15 novembre 2014  | Mount Lemmon Survey        |
| 783843 | 2014 VU36                | 8 gennaio 2011    | Mount Lemmon Survey        |
| 783844 | 2014 VJ39                | 12 marzo 2011     | Mount Lemmon Survey        |
| 783845 | 2014 VO39                | 14 novembre 2014  | Spacewatch                 |
| 783846 | 2014 VC40                | 3 novembre 2014   | Mount Lemmon Survey        |
| 783847 | 2014 WK2                 | 18 giugno 2013    | Pan-STARRS                 |
| 783848 | 2014 WU3                 | 1 ottobre 2005    | Spacewatch                 |
| 783849 | 2014 WD8                 | 28 ottobre 2005   | Spacewatch                 |
| 783850 | 2014 WO10                | 18 settembre 2009 | Mount Lemmon Survey        |
| 783851 | 2014 WM12                | 13 luglio 2013    | Pan-STARRS                 |
| 783852 | 2014 WR13                | 1 ottobre 2005    | Mount Lemmon Survey        |
| 783853 | 2014 WS15                | 22 ottobre 2009   | Mount Lemmon Survey        |
| 783854 | 2014 WJ17                | 22 ottobre 2014   | Spacewatch                 |
| 783855 | 2014 WK17                | 16 novembre 2014  | Mount Lemmon Survey        |
| 783856 | 2014 WV19                | 27 ottobre 2005   | Spacewatch                 |
| 783857 | 2014 WU26                | 22 ottobre 2014   | Mount Lemmon Survey        |
| 783858 | 2014 WQ27                | 17 novembre 2014  | Mount Lemmon Survey        |
| 783859 | 2014 WR29                | 17 novembre 2014  | Mount Lemmon Survey        |
| 783860 | 2014 WO31                | 17 novembre 2014  | Pan-STARRS                 |
| 783861 | 2014 WJ34                | 12 aprile 2012    | Pan-STARRS                 |
| 783862 | 2014 WW36                | 17 novembre 2014  | Pan-STARRS                 |
| 783863 | 2014 WA37                | 17 novembre 2014  | Pan-STARRS                 |
| 783864 | 2014 WB42                | 26 settembre 2009 | Mount Lemmon Survey        |
| 783865 | 2014 WN44                | 8 novembre 2009   | Spacewatch                 |
| 783866 | 2014 WG51                | 29 ottobre 2014   | Spacewatch                 |
| 783867 | 2014 WO53                | 17 novembre 2014  | Pan-STARRS                 |
| 783868 | 2014 WY57                | 17 novembre 2014  | Mount Lemmon Survey        |
| 783869 | 2014 WK58                | 16 gennaio 2011   | Mount Lemmon Survey        |
| 783870 | 2014 WR73                | 15 agosto 2009    | Spacewatch                 |
| 783871 | 2014 WW75                | 17 novembre 2014  | Mount Lemmon Survey        |
| 783872 | 2014 WN77                | 20 ottobre 2008   | Mount Lemmon Survey        |
| 783873 | 2014 WJ78                | 17 novembre 2014  | Mount Lemmon Survey        |
| 783874 | 2014 WN78                | 16 novembre 2014  | Mount Lemmon Survey        |
| 783875 | 2014 WG79                | 5 gennaio 2006    | Spacewatch                 |
| 783876 | 2014 WU79                | 25 novembre 2009  | Spacewatch                 |
| 783877 | 2014 WE82                | 17 novembre 2014  | Mount Lemmon Survey        |
| 783878 | 2014 WE85                | 8 febbraio 2011   | Mount Lemmon Survey        |
| 783879 | 2014 WS89                | 25 ottobre 2014   | Spacewatch                 |
| 783880 | 2014 WU91                | 21 settembre 2009 | Mount Lemmon Survey        |
| 783881 | 2014 WS92                | 31 gennaio 2006   | Spacewatch                 |
| 783882 | 2014 WC93                | 1 dicembre 2005   | L. H. Wasserman, R. Millis |
| 783883 | 2014 WW93                | 17 novembre 2014  | Mount Lemmon Survey        |
| 783884 | 2014 WG94                | 19 settembre 2009 | Mount Lemmon Survey        |
| 783885 | 2014 WL95                | 17 novembre 2014  | Mount Lemmon Survey        |
| 783886 | 2014 WL97                | 17 novembre 2014  | Mount Lemmon Survey        |
| 783887 | 2014 WP97                | 17 novembre 2014  | Mount Lemmon Survey        |
| 783888 | 2014 WS97                | 17 novembre 2014  | Mount Lemmon Survey        |
| 783889 | 2014 WG99                | 17 novembre 2014  | Mount Lemmon Survey        |
| 783890 | 2014 WO100               | 20 settembre 2014 | Pan-STARRS                 |
| 783891 | 2014 WU104               | 27 settembre 2006 | Spacewatch                 |
| 783892 | 2014 WL105               | 2 ottobre 2014    | Pan-STARRS                 |
| 783893 | 2014 WF108               | 14 ottobre 2014   | Spacewatch                 |
| 783894 | 2014 WN108               | 7 febbraio 2011   | Mount Lemmon Survey        |
| 783895 | 2014 WC110               | 2 settembre 2008  | Spacewatch                 |
| 783896 | 2014 WD113               | 2 settembre 2014  | Pan-STARRS                 |
| 783897 | 2014 WX113               | 3 settembre 2014  | CSS                        |
| 783898 | 2014 WE122               | 16 novembre 2014  | Spacewatch                 |
| 783899 | 2014 WW123               | 16 novembre 2014  | Mount Lemmon Survey        |
| 783900 | 2014 WF124               | 16 novembre 2014  | Mount Lemmon Survey        |

## 783901–784000
| Nome   | Designazione provvisoria | Data di scoperta  | Scopritore                |
| ------ | ------------------------ | ----------------- | ------------------------- |
| 783901 | 2014 WO125               | 16 settembre 2009 | Spacewatch                |
| 783902 | 2014 WU127               | 16 novembre 2014  | Calar Alto Obs.           |
| 783903 | 2014 WT133               | 20 maggio 2006    | Spacewatch                |
| 783904 | 2014 WW133               | 15 aprile 2012    | Pan-STARRS                |
| 783905 | 2014 WQ134               | 17 novembre 2014  | Pan-STARRS                |
| 783906 | 2014 WA138               | 17 novembre 2014  | Pan-STARRS                |
| 783907 | 2014 WH138               | 17 novembre 2014  | Pan-STARRS                |
| 783908 | 2014 WJ142               | 4 agosto 2013     | Pan-STARRS                |
| 783909 | 2014 WA146               | 18 ottobre 2009   | Mount Lemmon Survey       |
| 783910 | 2014 WR148               | 14 ottobre 2014   | Spacewatch                |
| 783911 | 2014 WN152               | 25 dicembre 2010  | Spacewatch                |
| 783912 | 2014 WP153               | 1 ottobre 2005    | Spacewatch                |
| 783913 | 2014 WR154               | 17 novembre 2014  | Pan-STARRS                |
| 783914 | 2014 WT157               | 17 novembre 2014  | Pan-STARRS                |
| 783915 | 2014 WB158               | 28 ottobre 2014   | Pan-STARRS                |
| 783916 | 2014 WE158               | 6 marzo 2011      | Spacewatch                |
| 783917 | 2014 WK160               | 4 settembre 2014  | Pan-STARRS                |
| 783918 | 2014 WD164               | 23 novembre 2009  | Mount Lemmon Survey       |
| 783919 | 2014 WS169               | 27 settembre 2008 | Mount Lemmon Survey       |
| 783920 | 2014 WV170               | 20 novembre 2014  | Mount Lemmon Survey       |
| 783921 | 2014 WW174               | 26 novembre 2010  | Mount Lemmon Survey       |
| 783922 | 2014 WB178               | 25 ottobre 2014   | Mount Lemmon Survey       |
| 783923 | 2014 WV178               | 20 novembre 2014  | Mount Lemmon Survey       |
| 783924 | 2014 WQ186               | 31 agosto 2014    | Pan-STARRS                |
| 783925 | 2014 WZ187               | 20 novembre 2014  | Pan-STARRS                |
| 783926 | 2014 WZ188               | 5 novembre 2005   | Mount Lemmon Survey       |
| 783927 | 2014 WP189               | 20 novembre 2014  | Pan-STARRS                |
| 783928 | 2014 WT193               | 21 novembre 2014  | Mount Lemmon Survey       |
| 783929 | 2014 WM195               | 21 novembre 2014  | Mount Lemmon Survey       |
| 783930 | 2014 WW203               | 30 marzo 2012     | Mount Lemmon Survey       |
| 783931 | 2014 WG206               | 21 ottobre 2014   | Mount Lemmon Survey       |
| 783932 | 2014 WU212               | 27 settembre 2009 | Mount Lemmon Survey       |
| 783933 | 2014 WW213               | 25 ottobre 2014   | Mount Lemmon Survey       |
| 783934 | 2014 WR217               | 18 novembre 2014  | Pan-STARRS                |
| 783935 | 2014 WO219               | 28 ottobre 2014   | Mount Lemmon Survey       |
| 783936 | 2014 WK222               | 22 ottobre 2014   | Mount Lemmon Survey       |
| 783937 | 2014 WY224               | 14 novembre 2014  | Spacewatch                |
| 783938 | 2014 WG228               | 18 novembre 2014  | Pan-STARRS                |
| 783939 | 2014 WW229               | 18 novembre 2014  | Pan-STARRS                |
| 783940 | 2014 WR230               | 14 gennaio 2016   | Pan-STARRS                |
| 783941 | 2014 WA238               | 20 novembre 2014  | Pan-STARRS                |
| 783942 | 2014 WX238               | 20 novembre 2014  | Pan-STARRS                |
| 783943 | 2014 WK240               | 8 gennaio 2011    | Mount Lemmon Survey       |
| 783944 | 2014 WY240               | 20 ottobre 2014   | Mount Lemmon Survey       |
| 783945 | 2014 WX245               | 20 settembre 2014 | Pan-STARRS                |
| 783946 | 2014 WL251               | 8 maggio 2013     | Pan-STARRS                |
| 783947 | 2014 WP257               | 21 maggio 2012    | Mount Lemmon Survey       |
| 783948 | 2014 WN260               | 21 novembre 2014  | Pan-STARRS                |
| 783949 | 2014 WA263               | 5 dicembre 2005   | Spacewatch                |
| 783950 | 2014 WD264               | 21 novembre 2014  | Pan-STARRS                |
| 783951 | 2014 WY267               | 21 novembre 2014  | Pan-STARRS                |
| 783952 | 2014 WB268               | 15 luglio 2013    | Pan-STARRS                |
| 783953 | 2014 WL270               | 20 settembre 2014 | Pan-STARRS                |
| 783954 | 2014 WE271               | 21 novembre 2014  | Pan-STARRS                |
| 783955 | 2014 WP273               | 14 luglio 2013    | Pan-STARRS                |
| 783956 | 2014 WR273               | 21 novembre 2014  | Pan-STARRS                |
| 783957 | 2014 WS276               | 21 novembre 2014  | Pan-STARRS                |
| 783958 | 2014 WT278               | 21 novembre 2014  | Pan-STARRS                |
| 783959 | 2014 WS279               | 21 novembre 2014  | Pan-STARRS                |
| 783960 | 2014 WQ281               | 21 novembre 2014  | Pan-STARRS                |
| 783961 | 2014 WG282               | 8 agosto 2013     | Pan-STARRS                |
| 783962 | 2014 WD284               | 27 gennaio 2007   | Spacewatch                |
| 783963 | 2014 WZ284               | 22 settembre 2014 | M. Hollands, O. Vaduvescu |
| 783964 | 2014 WD287               | 25 ottobre 2014   | Mount Lemmon Survey       |
| 783965 | 2014 WQ288               | 21 novembre 2014  | Pan-STARRS                |
| 783966 | 2014 WJ290               | 21 novembre 2014  | Pan-STARRS                |
| 783967 | 2014 WP291               | 21 novembre 2014  | Pan-STARRS                |
| 783968 | 2014 WU294               | 21 novembre 2014  | Pan-STARRS                |
| 783969 | 2014 WX295               | 4 settembre 2014  | Pan-STARRS                |
| 783970 | 2014 WK298               | 21 novembre 2014  | Pan-STARRS                |
| 783971 | 2014 WJ305               | 30 ottobre 2014   | Mount Lemmon Survey       |
| 783972 | 2014 WL305               | 12 agosto 2013    | Pan-STARRS                |
| 783973 | 2014 WC306               | 22 novembre 2014  | Mount Lemmon Survey       |
| 783974 | 2014 WU306               | 30 ottobre 2014   | Mount Lemmon Survey       |
| 783975 | 2014 WJ307               | 22 novembre 2014  | Mount Lemmon Survey       |
| 783976 | 2014 WT307               | 15 settembre 2009 | Spacewatch                |
| 783977 | 2014 WG308               | 22 novembre 2014  | Mount Lemmon Survey       |
| 783978 | 2014 WR311               | 22 novembre 2014  | Mount Lemmon Survey       |
| 783979 | 2014 WT312               | 23 agosto 2014    | Pan-STARRS                |
| 783980 | 2014 WV315               | 25 ottobre 2014   | Pan-STARRS                |
| 783981 | 2014 WM316               | 9 giugno 2013     | Spacewatch                |
| 783982 | 2014 WK320               | 15 marzo 2012     | Mount Lemmon Survey       |
| 783983 | 2014 WE324               | 11 febbraio 2011  | Mount Lemmon Survey       |
| 783984 | 2014 WQ324               | 5 febbraio 2011   | Pan-STARRS                |
| 783985 | 2014 WL326               | 29 ottobre 2014   | Pan-STARRS                |
| 783986 | 2014 WN327               | 29 ottobre 2014   | Pan-STARRS                |
| 783987 | 2014 WP329               | 23 ottobre 2014   | Spacewatch                |
| 783988 | 2014 WR331               | 25 ottobre 2014   | Pan-STARRS                |
| 783989 | 2014 WC332               | 22 novembre 2014  | Pan-STARRS                |
| 783990 | 2014 WZ334               | 27 agosto 2009    | Spacewatch                |
| 783991 | 2014 WE335               | 31 agosto 2014    | Pan-STARRS                |
| 783992 | 2014 WJ337               | 22 novembre 2014  | Pan-STARRS                |
| 783993 | 2014 WJ341               | 22 novembre 2014  | Pan-STARRS                |
| 783994 | 2014 WP341               | 29 ottobre 2014   | Pan-STARRS                |
| 783995 | 2014 WS343               | 20 agosto 2004    | Spacewatch                |
| 783996 | 2014 WQ344               | 22 novembre 2014  | Pan-STARRS                |
| 783997 | 2014 WG345               | 22 novembre 2014  | Pan-STARRS                |
| 783998 | 2014 WF352               | 20 agosto 2009    | Spacewatch                |
| 783999 | 2014 WL359               | 2 gennaio 2011    | Mount Lemmon Survey       |
| 784000 | 2014 WS359               | 25 agosto 2014    | Pan-STARRS                |